# Jorundo
Jorundo (em latim: Jorundus), também referido como Jörund, Jørund, Jorund, Eorund, Jörundr, foi um rei lendário dos Suíones no século V, estabelecido em Velha Upsália. Pertenceu à Dinastia dos Inglingos, sendo filho do rei Ínguino e pai do rei Aun.
Jorundo e Érico eram filhos do rei co-regente Ínguino. Durante o reinado do primo e rei Hugleik, eles estavam ausentes, dedicando-se a expedições marítimas de pilhagem nos países vizinhos – no estilo dos viquingues. Ao saberem que Hake tinha usurpado o trono dos Suíones, Érico e Jorundo voltaram a Upsália e deram batalha a Hake. Érico foi morto na contenda e Hake ficou ferido de morte, morrendo depois. Jorundo assumiu então o cargo de rei dos Suíones. Um verão, Jorundo estava novamente em expedição de pilhagem na Dinamarca, quando foi atacado pelo rei Gylaug de Hålöga, feito prisioneiro e enforcado, no mesmo sítio em que ele próprio tinha enforcado Gudlaug, pai de Gylaug.
Está mencionado na Lista dos Inglingos (do poeta norueguês Tiodolfo de Hvinir do século IX), na Saga dos Inglingos (do historiador islandês Snorri Sturluson do século XIII), e na História da Noruega (de anónimo do século XII).